# El Salvador (Philippines)
Pour les articles homonymes, voir Salvador (homonymie).
El Salvador est une localité de la province du Misamis oriental, aux Philippines. En 2015, elle compte 50 204 habitants.

## Attractions
Son site d'interêt le plus populaire est la Sanctuaire de la Miséricorde Divine.